# Mauritiusi rúpia
A rúpia Mauritius hivatalos pénzneme.

## Története
A fém- és papírpénzeken 1936 és 1985 között a mindenkori brit uralkodó portréja szerepelt fő motívumként. Kibocsátója az ország központi bankja, a Bank of Mauritius, amelyet 1967-ben alapítottak.

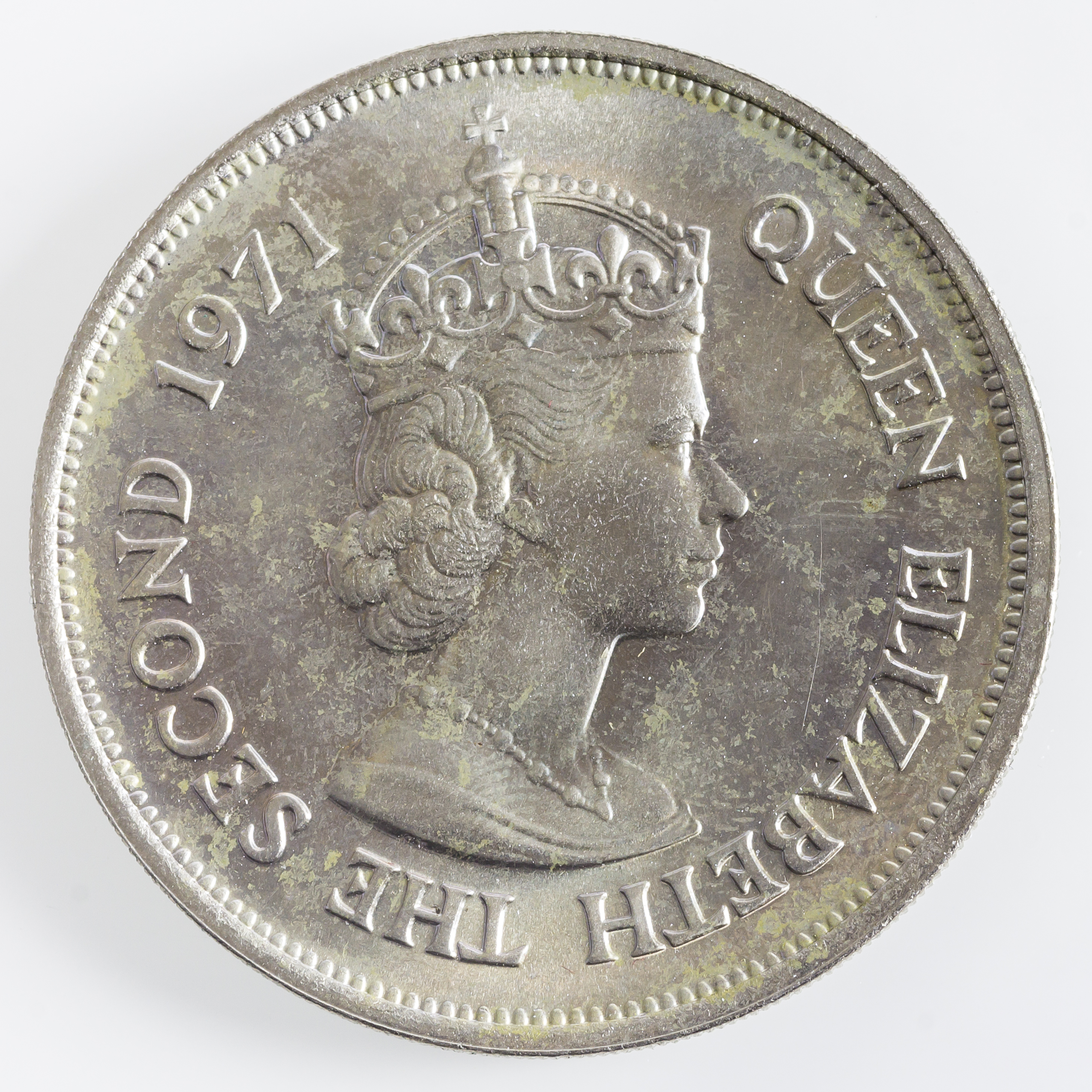
Mauritiusi 1 rúpiás érme 1971-ből, II. Erzsébet, mint Mauritius királynője képmásával.
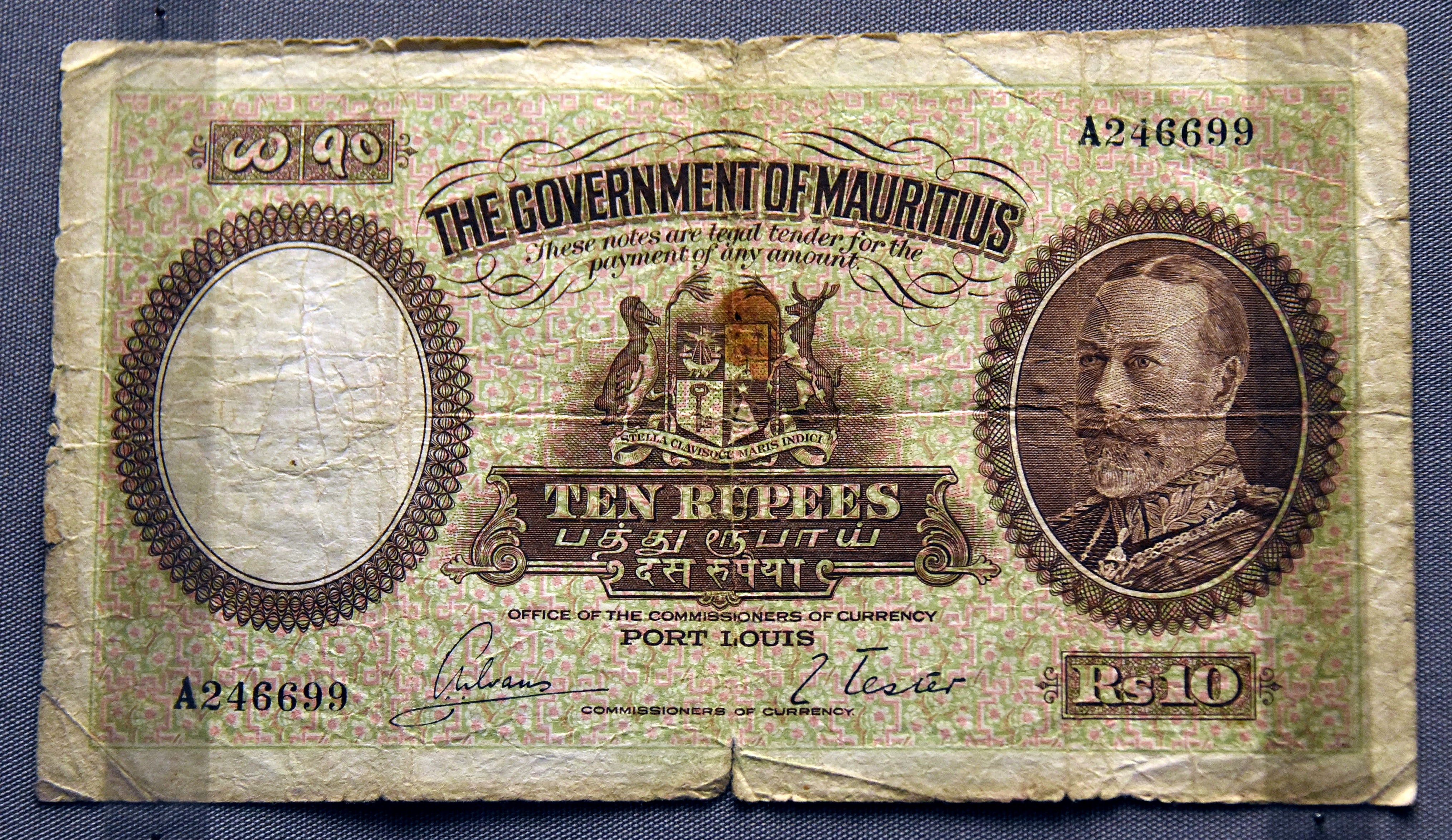
A brit gyarmati kormányzóság, a Government of Mauritius 1930-as 10 rúpiás pénzjegye V. György király portréjával.

## Emlékérmék
| Névérték   | összetétel | tömeg   | átmérő   | Kibocsátás dátuma | megjegyzés                                                                    |
| ---------- | ---------- | ------- | -------- | ----------------- | ----------------------------------------------------------------------------- |
| 25 rúpia   | ezüst      | 38,61 g | 38,61 mm | 1978 április      | Mauritius függetlenségének 10. évfordulója                                    |
| 20 rúpia   | ezüst      | 28,28 g | 38,61 mm | 1998 május        | II. Erzsébet brit királynő és férje Fülöp herceg házasságának 50. évfordulója |
| 1000 rúpia | arany      | 17 g    | 31 mm    | 2000 január       | 150 éves Mauritiusi Kereskedelmi Kamara                                       |
| 10 rúpia   | ezüst      | 28,28 g | 38,6 mm  | 2000 január       | 150 éves Mauritiusi Kereskedelmi Kamara                                       |
| 100 rúpia  | ezüst      | 36,76 g | 44 mm    | 2001 november     | Mahátma Gandhi érkezésének 100. évfordulója Mauritiusra                       |

## Bankjegyek

### 2013-as sorozat
2013. augusztus 22-én bocsátották ki a polimer anyagú 25, 50, és 500 rúpiás bankjegyeket. 2018. december 6-án bocsátották ki a polimer anyagú 2000 rúpiás bankjegyet.
A bankjegyeken angol, tamil és bhojpuri nyelven szerepel a bankjegyek névértéke.
| Kép    | Kép    | Névérték   | Előlap                    | dátumok             | dátumok     |
| Előlap | Hátlap | Névérték   | Előlap                    | Kibocsátás          | visszavonás |
| ------ | ------ | ---------- | ------------------------- | ------------------- | ----------- |
|        |        | 25 rúpia   | Sir Moilin Jean Ah-Chuen  | 2013. augusztus 22. | forgalomban |
|        |        | 50 rúpia   | Joseph Maurice Paturau    | 2013. augusztus 22. | forgalomban |
|        |        | 100 rúpia  | Renganaden Seeneevassen   |                     | forgalomban |
|        |        | 200 rúpia  | Sir Abdool Razack Mohamed |                     | forgalomban |
|        |        | 500 rúpia  | Sookdeo Bissoondoyal      | 2013. augusztus 22. | forgalomban |
|        |        | 1000 rúpia | Sir Charles Gaëtan Duval  |                     | forgalomban |
|        |        | 2000 rúpia | Sir Seewoosagur Ramgoolam | 2018. december 6.   | forgalomban |